# Isla Santa Rosa (Argentina)
La isla Santa Rosa es una isla fluvial sobre el río Paraná, en la Provincia del Chaco, Argentina. Se encuentra delimitada por el brazo principal del río Paraná, el riacho Barranqueras y el riacho que la separa de la isla Chouí, formando parte de la jurisdicción del municipio de Barranqueras, en el departamento San Fernando, con una superficie total de 5.339 hectáreas.

## Historia y origen del nombre
Su población se remonta a los inicios de Barranqueras, cuando el canal del riacho fue fácilmente atravesado por los primeros pobladores en la búsqueda de tierras cultivables. En sus inicios llevó el nombre de isla Barranqueras, cambiando su denominación a Santa Rosa en los años 1950, la cual tomó de la capilla erigida en honor a Santa Rosa que existe en el lugar.

## Geografía
La isla es en su mayor parte terreno anegable poblado por algunas lagunas permanentes y cursos de agua internos, formaciones típicas del Chaco Oriental. La isla Chouí ubicada al este es una formación reciente que separó a la isla Santa Rosa del canal principal, con una tendencia al crecimiento.

## Población y economía
Si bien se encuentra íntimamente ligada a Barranqueras y el Gran Resistencia por su cercanía a la misma, la isla carece de infraestructura, instalación eléctrica y agua potable. Sus habitantes se reducen a unas 60 familias —de las cuales la mitad son habitantes permanentes— que se aglomeran en la costa occidental, la menos inundable de la isla. La principal actividad económica es el cultivo de frutas y hortalizas que se destinan mayoritariamente al mercado de  Resistencia, embarcándose esporádicamente hacia otros destinos vía fluvial por el puerto de Barranqueras.
Existen unas 60 hectáreas cultivadas con métodos rudimentarios, pero se estima que un total de 1000 hectáreas presenta zonas no inundables incluso en crecientes extraordinarias. Las tierras son aptas para el cultivo de hojas, brócoli y espárragos entre otros. También se considera con potencial la piscicultura en las lagunas y cursos de agua interiores.

## Educación
Existe una única escuela que a 2009 no cuenta con alumnos, pero sí un docente designado.

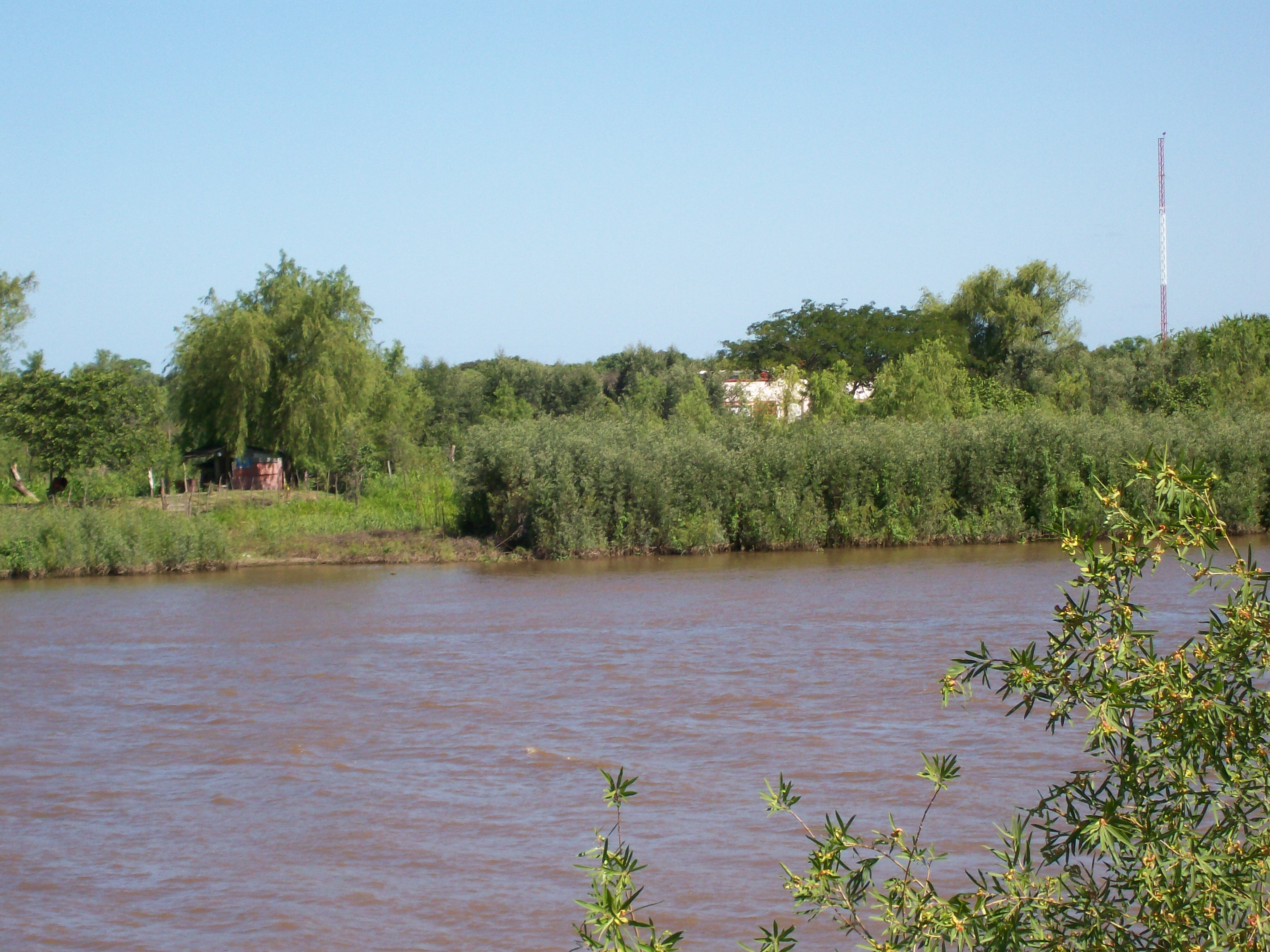
Casa en la isla.
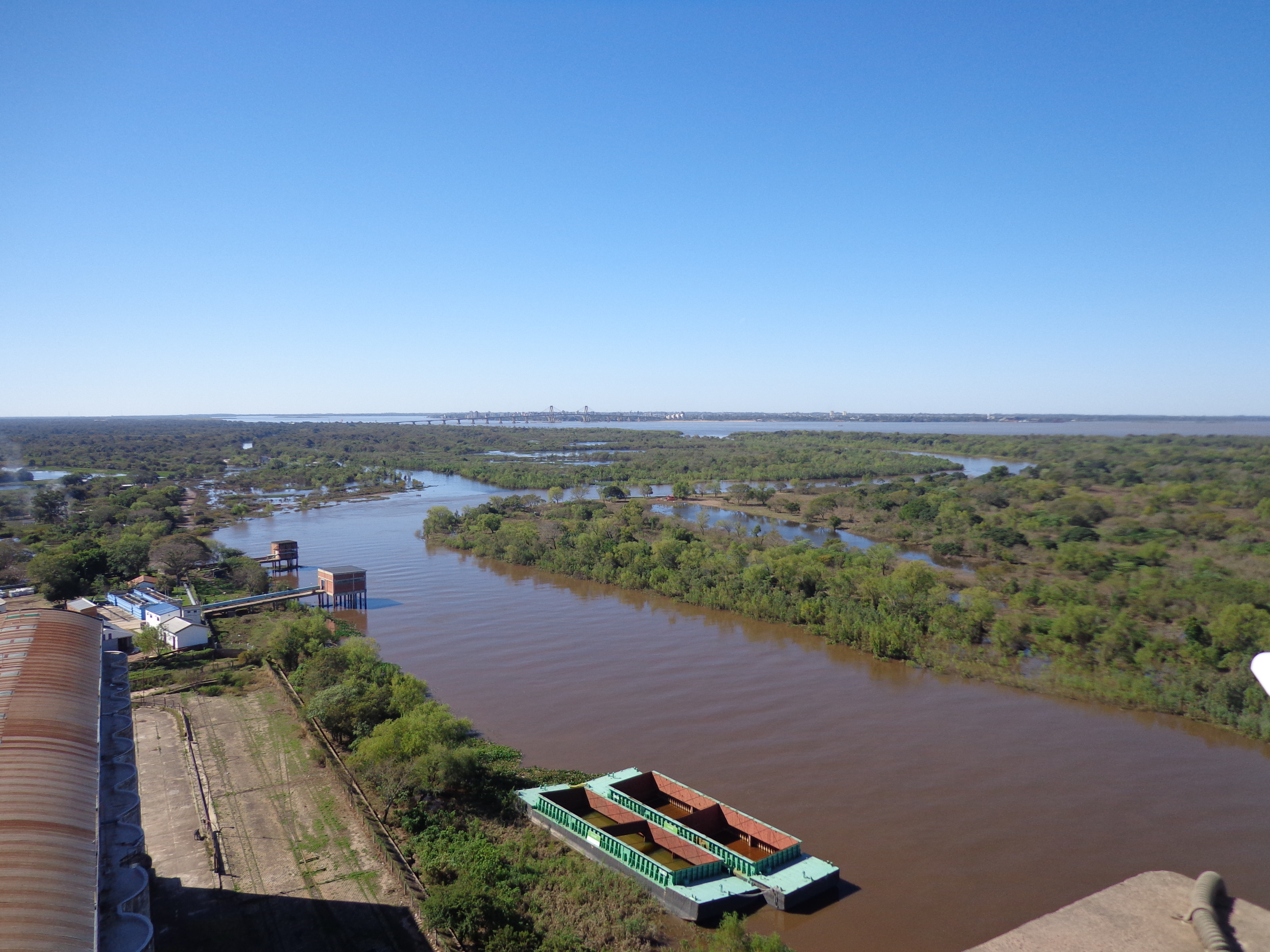
Sector norte de la isla, se puede observar sectores anegados en ella.